# Elon Musk
Elon Reeve Musk, FRS (Pretoria, 1971. június 28. –) dél-afrikai születésű amerikai közgazdász, vállalkozó, cégalapító, befektető, filantróp, a világ egyik leggazdagabb embere. A Surrey University díszdoktora. Nevéhez fűződnek a Zip2, az X.com, a PayPal, a SpaceX, a Tesla Inc., a SolarCity, a The Boring Company, a Neuralink vállalkozások, továbbá a Starlink projekt és a Hyperloop megtervezése.
2021-ben a Time magazin az év emberének választotta. 2022-ben 44 milliárd dollárért felvásárolta a Twittert és október 27-től annak vezérigazgatója.
Számtalan különös, rendhagyó, időnként megbotránkoztató üzleti és magánéleti megnyilvánulásával is ismertté és hírhedté vált, amelyekkel szintén sokat foglalkozott a média. 2024-re aktív lett az amerikai politikában, Donald Trump kulcsfontosságú támogatója lett a 2024-es választáson. Trump ezt követően kinevezte egy újonnan létrehozott minisztérium vezetésére. Többen is oligarchának nevezték, nagy politikai befolyása miatt Trump és a republikánus képviselők felett.
Politikai tevékenysége és nézetei megosztó személyiséggé tették. Bírálták azért, mert tudománytalan és félrevezető kijelentéseket tett, beleértve a COVID-19-vel kapcsolatos félretájékoztatást, továbbá az antiszemita és transzfób megjegyzéseit, valamint az összeesküvés-elméletek népszerűsítése miatt. Az általa felvásárolt Twitter is ellentmondásos lett a gyűlöletbeszéd megnövekedése és a dezinformációk terjesztése miatt.
Musk volt a 2024-es amerikai elnökválasztás legnagyobb adományozója, és globális szélsőjobboldali személyiségek, ügyek és politikai pártok támogatója. 2025 elején Donald Trump amerikai elnök főtanácsadójaként és a DOGE de facto vezetőjeként dolgozott. Trump-pal való nyilvános viszálya után Musk elhagyta a Trump-adminisztrációt, és bejelentette, hogy saját politikai pártot alapít, az Amerika Pártot.

## Vagyona
2024 januárjában mind a Bloomberg, mind a Forbes milliárdoslistáján a világ leggazdagabbjai között szerepelt 217 milliárd és 223 milliárd dollár közé becsült teljes nettó vagyonával. A 2024. évi amerikai elnökválasztás után a vagyona ismét új rekordot ért el, teljes vagyonát 347,8 milliárd dollárra becsülik.

## Élete
Anyai nagyapja, dr. Joshua Haldeman amerikai származású kanadai volt, míg apai nagyanyja brit és pennsylvaniai felmenőkkel bírt. Szülőhazájából, a Dél-afrikai Köztársaságból 17 évesen Kanadába vándorolt, mert az Egyesült Államokba szeretett volna emigrálni, de csak Kanadában kapta meg az állampolgárságot. Fizikát és közgazdaságtant tanult az egyetemen, majd két diploma megszerzése után otthagyta Kanadát, és az Amerikai Egyesült Államokba költözött. A kaliforniai Stanford Egyetemre felvételizett, ám szinte azonnal, két nap múlva ott is hagyta. Állítása szerint azért, „hogy fontosabb problémákkal foglalkozzon, amelyek befolyásolják az emberiség jövőjét”.
Első jelentősebb üzleti fogása a Blastar játékprogram eladása volt, melyet 12 évesen írt meg. Ezért a programért összesen 500 amerikai dollárt kapott. Öccsével, Kimbal Muskkal 1995-ben megalapította a Zip2 internetes vállalatot. Ezt 1999-ben 341 millió dollárért eladta a Compaqnak.
A pénzt az X.com megalakításába fektette. A cég néhány évvel később egyesült a Confinity vállalattal, s így létrejött a PayPal, amely pár év múlva az internet egyik meghatározó szolgáltatása lett. Az eBay 1,5 milliárd dollárért vásárolta fel a céget 2002 októberében.
Ezután Musk 2002-ben megalapította a SpaceX céget, azzal a céllal, hogy forradalmasítsa az űrrepülést, megkönnyítse a világűr elérését, és lehetővé tegye, hogy az emberi társadalom több bolygón is megvesse a lábát. Célja az volt, hogy önerőből fejlesszen ki egy űrkapszulát, mely később akár embereket is szállíthat a Nemzetközi Űrállomásra. A kapszula fejlesztése közel tíz évig tartott, de végül sikerrel járt. A Dragon űrhajó sikeresen Föld körüli pályára állt, majd 2012-ben hozzákapcsolódott a Nemzetközi Űrállomáshoz, 2020-ban pedig már két űrhajóst szállított az űrállomásra.
A SpaceX – amelynek tulajdonosa és fejlesztési főmérnöke Elon Musk – elsőként fejlesztett ki visszatérő, így többször is felhasználható hordozórakétát, a Falcon 9-et, ezzel drasztikusan lecsökkentve a Föld körüli pályára állítás költségét. A költséghatékony pályára állítás előnyére alapozva indította el Musk a Starlink projektjét, amelynek célja lehetővé tenni a globális internetelérést, a bolygó teljes felszínén történő internetszolgáltatást.
2004-ben 6,5 millió dollárt fektetett magánvagyonából a Martin Eberhard, Marc Tarpenning és Ian Wright által 2003-ban alapított Tesla Motors autógyártó startupba, mely elektromos autókat fejleszt és gyárt, illetve a töltésükhöz szükséges töltőhálózatot építi ki. A cégalapítók sok más befektetőt is megkerestek, de csak Musk látott elég fantáziát a cég víziójában, amelynek fő céljával – az amerikai olajfüggőség csökkentése – maga is egyetértett. Befektetésével Musk a cég fő részvényese, és a vállalat elnöke lett, a következő években még több tízmillió dollárt fektetett a vállalat beindításába. A cég tíz év alatt több sorozatgyártásban készülő modellt dobott piacra.
2013-ban a Hyperloop nevű tervével került a figyelem középpontjába, ugyanis kijelentette, hogy forradalmasítani tudná a szárazföldi tömegközlekedést. Későbbi tervei között szerepel egy Mars-utazás magántőkéből és egy hatékonyabb meghajtás megvalósítása az űrhajók számára. A projekt részeként 2018. február 6-án kilövésre került a Falcon Heavy – hatvan tonnányi hasznos teher űrbe juttatására alkalmas – hordozórakéta-komplexumának kísérleti példánya. A rakéta Musk Space-X start up vállalkozásának része volt és az első általa szállított teher egy meggypiros Tesla Roadster volt. Elon Musk Tesla Roadstere száz kilométer magasság fölött kinyíló burkolat alól bukkant ki, a kocsi volánjánál a Starman elnevezésű bábu abba a szkafanderbe volt öltöztetve, amit 2020-ban már a SpaceX Crew Dragon űrhajójának utasai viseltek, amikor a Nemzetközi Űrállomásra repültek. A műszerfalon pedig a Galaxis útikalauz stopposoknakból ismert, a címszereplő könyv borítóján található „Don’t Panic!” („Ne ess pánikba!”) volt olvasható.
2021 januárjára Musk vagyona 163,7 milliárd dollárra csökkent, ezzel a világ 2. leggazdagabb embere lett.

## Magánélete

### Gyermekkora
Elon Reeve Musk 1971. június 28-án született a Dél-afrikai Köztársaság egyik fővárosában, Pretoriában. Musk brit és pennsylvaniai holland felmenőkkel rendelkezik. Édesanyja Maye Musk (született Haldeman) modell és dietetikus, aki a kanadai Saskatchewanban született és Dél-Afrikában nőtt fel. Édesapja, Errol Musk dél-afrikai elektromechanikus mérnök, pilóta, tengerész, tanácsadó és ingatlanfejlesztő, aki egy Tanganyika-tó melletti zambiai smaragdbánya féltulajdonosa volt. Musknak van egy öccse, Kimbal, és egy húga, Tosca.
Musk családja fiatalkorában jómódú volt. Apját az apartheid-ellenes Progresszív Párt képviselőjeként beválasztották a pretoriai városi tanácsba, gyermekei osztoztak apjuk apartheid-ellenességében. Anyai nagyapja, Joshua Haldeman kalandvágyó, amerikai születésű kanadai volt, aki egy egymotoros Bellanca repülőgéppel rekordokat döntögető utakra vitte családját Afrikába és Ausztráliába.
Miután szülei 1980-ban elváltak, Musk úgy döntött, hogy többnyire az apjával él. Musk megbánta döntését, és elhidegült az apjától. Van egy apai féltestvére és egy féltestvére.
Ashlee Vance Muskról írt életrajzában Muskot esetlen és introvertált gyerekként írta le. Tízéves korában Musk érdeklődést mutatott a számítástechnika és a videojátékok iránt, és a VIC-20 használati utasításából tanította magát programozni. Tizenkét évesen eladta BASIC-alapú játékát, a Blastart a PC and Office Technology magazinnak körülbelül 500 dollárért.

### Tanulmányai
Musk a Waterkloof House Preparatory Schoolba, a Bryanston High Schoolba és a Pretoria Boys High Schoolba járt, ahol leérettségizett. Musk kanadai anyja révén kanadai útlevelet kért, mivel tudta, hogy így könnyebb lesz az Amerikai Egyesült Államokba bevándorolni. Amíg kérelmének elbírálására várt, öt hónapig a Pretoria Egyetemre járt.
Musk 1989 júniusában érkezett Kanadába, és egy évig egy másod-unokatestvérénél élt Saskatchewanban, alkalmi munkákat végzett egy farmon és egy fűrészüzemben. 1990-ben beiratkozott a Queen's Universityre az Ontario állambeli Kingstonban. Két évvel később átiratkozott a Pennsylvaniai Egyetemre, ahol 1995-ben a Wharton Schoolban fizikából Bachelor of Arts és közgazdaságtanból Bachelor of Science fokozatot szerzett. Állítólag nagyszabású, belépőjegyes házibulikat rendezett, hogy segítse a tandíj kifizetését, és üzleti tervet írt egy, a Google Bookshoz hasonló elektronikus könyvszkennelési szolgáltatásra.
1994-ben Musk két gyakornoki állást vállalt a Szilícium-völgyben: az egyiket a Pinnacle Research Institute energiatároló startupnál, amely elektrolitikus ultrakondenzátorokat vizsgált energiatárolásra, a másikat pedig a Palo Alto-i Rocket Science Games startupnál. 1995-ben felvételt nyert a Stanford Egyetem anyagtudományi PhD programjába. Musk azonban úgy döntött, hogy csatlakozik az internet boomjához, ehelyett két nappal a felvételi után visszalépett, és jelentkezett a Netscape-nél, amire állítólag soha nem kapott választ.

### Családja és gyermekei

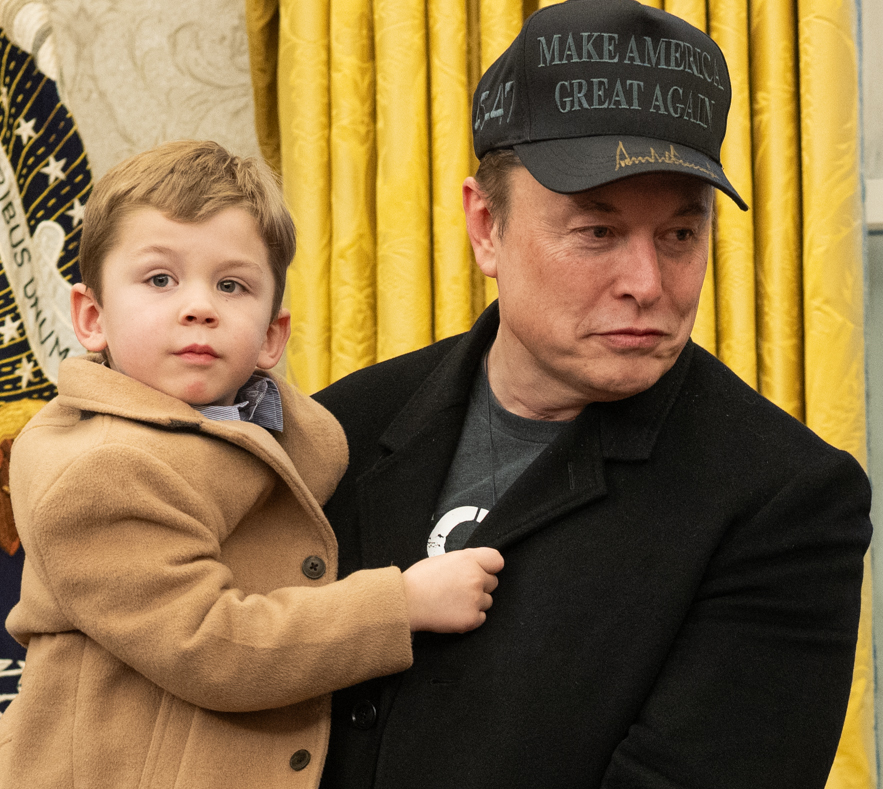
Musk 2025 februárjában fiával, X Æ A-Xii-vel, az Ovális Irodában. Donald Trump második elnöksége során nagyon sok politikai eseményre magával vitte

Musk egyetemi évei alatt ismerkedett össze a kanadai származású Justine Wilsonnal, akivel 2000-ben házasodtak össze, de néhány évvel később, 2008-ban elváltak. Első gyermekük bölcsőhalálban életét vesztette. Később szervezeten kívüli megtermékenyítés (IVF) használatával öt gyermekük született, kettes és hármas ikrek. Az ikerpár idősebbik tagja, Vivian Jenna, 2020-ban osztotta meg, hogy transznemű nő. Felvette anyja vezetéknevét is, mert nem akarta, hogy köze legyen apjához.
2008-ban egy klubban találkozott először Talulah Riley angol színésznővel, akivel 2010-ben keltek egybe. 2012-ben elváltak, majd 2013-ban újra megházasodtak, és 2014-ben másodjára is elváltak. 2017-ben rövid ideig kapcsolatban volt Amber Hearddel.
2018-ban online ismerkedett össze Grimesszal, miután Musk talált egy viccet a mesterséges intelligenciáról, melyet az énekes tett közzé a Twitter-oldalán. 2020 májusában megszületett első közös gyermekük, akinek az „X Æ A-12” nevet adták, de a név a kaliforniai törvényekbe ütközött, így „X Æ A-Xii” névre változtatták át, ahol az „X” a keresztneve és „Æ A-II” a vezetékneve. Második gyerekük már béranya révén született, aki az Exa Dark Sideræl nevet kapta. Később kiderült, hogy egy harmadik gyerekük is van, akit Techno Mechanicusnak neveztek el (becézve Tau).
Négy gyermeke van Shivon Zilisszel, a Neuralink műveleti igazgatójával. Egy ikerpár 2021-ben IVF, egy béranya révén 2024-ben, illetve egy negyedik 2025-ben született. Van ezek mellett egy gyermeke Ashley St. Clair konzervatív influenszerrel is.
2025 márciusáig összesen 14 gyermek apja.
Gyermekei
|  |  |                   |                   |                   |                   |                   |                   |  |  |  |  |  |  |  |  |                          |                          |                          |                          |                          |                          |  |  |  |  | Nevada Alexander (2002–2002) |                          |                          |                          |                          |                          |  |  |
|  |  |                   |                   |                   |                   |                   |                   |  |  |  |  |  |  |  |  |                          |                          |                          |                          |                          |                          |  |  |  |  |                              |                          |                          |                          |                          |                          |  |  |
|  |  |                   |                   |                   |                   |                   |                   |  |  |  |  |  |  |  |  |                          |                          |                          |                          |                          |                          |  |  |  |  |                              |                          |                          |                          |                          |                          |  |  |
|  |  |                   |                   |                   |                   |                   |                   |  |  |  |  |  |  |  |  |                          |                          |                          |                          |                          |                          |  |  |  |  | Vivian Jenna (2004–)         |                          |                          |                          |                          |                          |  |  |
|  |  |                   |                   |                   |                   |                   |                   |  |  |  |  |  |  |  |  |                          |                          |                          |                          |                          |                          |  |  |  |  |                              |                          |                          |                          |                          |                          |  |  |
|  |  |                   |                   |                   |                   |                   |                   |  |  |  |  |  |  |  |  |                          |                          |                          |                          |                          |                          |  |  |  |  |                              |                          |                          |                          |                          |                          |  |  |
|  |  |                   |                   |                   |                   |                   |                   |  |  |  |  |  |  |  |  |                          |                          |                          |                          |                          |                          |  |  |  |  | Griffin (2004–)              |                          |                          |                          |                          |                          |  |  |
|  |  |                   |                   |                   |                   |                   |                   |  |  |  |  |  |  |  |  |                          |                          |                          |                          |                          |                          |  |  |  |  |                              |                          |                          |                          |                          |                          |  |  |
|  |  |                   |                   |                   |                   |                   |                   |  |  |  |  |  |  |  |  | Justine Wilson (1972–)   |                          |                          |                          |                          |                          |  |  |  |  |                              |                          |                          |                          |                          |                          |  |  |
|  |  |                   |                   |                   |                   |                   |                   |  |  |  |  |  |  |  |  |                          |                          |                          |                          |                          |                          |  |  |  |  |                              |                          |                          |                          |                          |                          |  |  |
|  |  |                   |                   |                   |                   |                   |                   |  |  |  |  |  |  |  |  |                          |                          |                          |                          |                          |                          |  |  |  |  | Damian (2006–)               |                          |                          |                          |                          |                          |  |  |
|  |  |                   |                   |                   |                   |                   |                   |  |  |  |  |  |  |  |  |                          |                          |                          |                          |                          |                          |  |  |  |  |                              |                          |                          |                          |                          |                          |  |  |
|  |  |                   |                   |                   |                   |                   |                   |  |  |  |  |  |  |  |  |                          |                          |                          |                          |                          |                          |  |  |  |  |                              |                          |                          |                          |                          |                          |  |  |
|  |  |                   |                   |                   |                   |                   |                   |  |  |  |  |  |  |  |  |                          |                          |                          |                          |                          |                          |  |  |  |  | Kai (2006–)                  |                          |                          |                          |                          |                          |  |  |
|  |  |                   |                   |                   |                   |                   |                   |  |  |  |  |  |  |  |  |                          |                          |                          |                          |                          |                          |  |  |  |  |                              |                          |                          |                          |                          |                          |  |  |
|  |  |                   |                   |                   |                   |                   |                   |  |  |  |  |  |  |  |  |                          |                          |                          |                          |                          |                          |  |  |  |  |                              |                          |                          |                          |                          |                          |  |  |
|  |  |                   |                   |                   |                   |                   |                   |  |  |  |  |  |  |  |  |                          |                          |                          |                          |                          |                          |  |  |  |  | Saxon (2006–)                |                          |                          |                          |                          |                          |  |  |
|  |  |                   |                   |                   |                   |                   |                   |  |  |  |  |  |  |  |  |                          |                          |                          |                          |                          |                          |  |  |  |  |                              |                          |                          |                          |                          |                          |  |  |
|  |  |                   |                   |                   |                   |                   |                   |  |  |  |  |  |  |  |  |                          |                          |                          |                          |                          |                          |  |  |  |  |                              |                          |                          |                          |                          |                          |  |  |
|  |  |                   |                   |                   |                   |                   |                   |  |  |  |  |  |  |  |  |                          |                          |                          |                          |                          |                          |  |  |  |  | X Æ A-12 (2020–)             |                          |                          |                          |                          |                          |  |  |
|  |  |                   |                   |                   |                   |                   |                   |  |  |  |  |  |  |  |  |                          |                          |                          |                          |                          |                          |  |  |  |  |                              |                          |                          |                          |                          |                          |  |  |
|  |  |                   |                   |                   |                   |                   |                   |  |  |  |  |  |  |  |  |                          |                          |                          |                          |                          |                          |  |  |  |  |                              |                          |                          |                          |                          |                          |  |  |
|  |  | Elon Musk (1971–) | Elon Musk (1971–) | Elon Musk (1971–) | Elon Musk (1971–) | Elon Musk (1971–) | Elon Musk (1971–) |  |  |  |  |  |  |  |  | Grimes (1988–)           | Grimes (1988–)           | Grimes (1988–)           | Grimes (1988–)           | Grimes (1988–)           | Grimes (1988–)           |  |  |  |  | Exa Dark Sideræl (2021–)     | Exa Dark Sideræl (2021–) | Exa Dark Sideræl (2021–) | Exa Dark Sideræl (2021–) | Exa Dark Sideræl (2021–) | Exa Dark Sideræl (2021–) |  |  |
|  |  | Elon Musk (1971–) | Elon Musk (1971–) | Elon Musk (1971–) | Elon Musk (1971–) | Elon Musk (1971–) | Elon Musk (1971–) |  |  |  |  |  |  |  |  | Grimes (1988–)           | Grimes (1988–)           | Grimes (1988–)           | Grimes (1988–)           | Grimes (1988–)           | Grimes (1988–)           |  |  |  |  | Exa Dark Sideræl (2021–)     | Exa Dark Sideræl (2021–) | Exa Dark Sideræl (2021–) | Exa Dark Sideræl (2021–) | Exa Dark Sideræl (2021–) | Exa Dark Sideræl (2021–) |  |  |
|  |  |                   |                   |                   |                   |                   |                   |  |  |  |  |  |  |  |  |                          |                          |                          |                          |                          |                          |  |  |  |  |                              |                          |                          |                          |                          |                          |  |  |
|  |  |                   |                   |                   |                   |                   |                   |  |  |  |  |  |  |  |  |                          |                          |                          |                          |                          |                          |  |  |  |  | Techno Mechanicus (2022–)    |                          |                          |                          |                          |                          |  |  |
|  |  |                   |                   |                   |                   |                   |                   |  |  |  |  |  |  |  |  |                          |                          |                          |                          |                          |                          |  |  |  |  |                              |                          |                          |                          |                          |                          |  |  |
|  |  |                   |                   |                   |                   |                   |                   |  |  |  |  |  |  |  |  |                          |                          |                          |                          |                          |                          |  |  |  |  |                              |                          |                          |                          |                          |                          |  |  |
|  |  |                   |                   |                   |                   |                   |                   |  |  |  |  |  |  |  |  |                          |                          |                          |                          |                          |                          |  |  |  |  | Stider (2021–)               |                          |                          |                          |                          |                          |  |  |
|  |  |                   |                   |                   |                   |                   |                   |  |  |  |  |  |  |  |  |                          |                          |                          |                          |                          |                          |  |  |  |  |                              |                          |                          |                          |                          |                          |  |  |
|  |  |                   |                   |                   |                   |                   |                   |  |  |  |  |  |  |  |  |                          |                          |                          |                          |                          |                          |  |  |  |  |                              |                          |                          |                          |                          |                          |  |  |
|  |  |                   |                   |                   |                   |                   |                   |  |  |  |  |  |  |  |  |                          |                          |                          |                          |                          |                          |  |  |  |  | Azure (2021–)                |                          |                          |                          |                          |                          |  |  |
|  |  |                   |                   |                   |                   |                   |                   |  |  |  |  |  |  |  |  |                          |                          |                          |                          |                          |                          |  |  |  |  |                              |                          |                          |                          |                          |                          |  |  |
|  |  |                   |                   |                   |                   |                   |                   |  |  |  |  |  |  |  |  | Shivon Zilis (1986–)     |                          |                          |                          |                          |                          |  |  |  |  |                              |                          |                          |                          |                          |                          |  |  |
|  |  |                   |                   |                   |                   |                   |                   |  |  |  |  |  |  |  |  |                          |                          |                          |                          |                          |                          |  |  |  |  |                              |                          |                          |                          |                          |                          |  |  |
|  |  |                   |                   |                   |                   |                   |                   |  |  |  |  |  |  |  |  |                          |                          |                          |                          |                          |                          |  |  |  |  | Arcadia (2024–)              |                          |                          |                          |                          |                          |  |  |
|  |  |                   |                   |                   |                   |                   |                   |  |  |  |  |  |  |  |  |                          |                          |                          |                          |                          |                          |  |  |  |  |                              |                          |                          |                          |                          |                          |  |  |
|  |  |                   |                   |                   |                   |                   |                   |  |  |  |  |  |  |  |  |                          |                          |                          |                          |                          |                          |  |  |  |  |                              |                          |                          |                          |                          |                          |  |  |
|  |  |                   |                   |                   |                   |                   |                   |  |  |  |  |  |  |  |  |                          |                          |                          |                          |                          |                          |  |  |  |  | Seldon Lycurgus (2025–)      |                          |                          |                          |                          |                          |  |  |
|  |  |                   |                   |                   |                   |                   |                   |  |  |  |  |  |  |  |  |                          |                          |                          |                          |                          |                          |  |  |  |  |                              |                          |                          |                          |                          |                          |  |  |
|  |  |                   |                   |                   |                   |                   |                   |  |  |  |  |  |  |  |  |                          |                          |                          |                          |                          |                          |  |  |  |  |                              |                          |                          |                          |                          |                          |  |  |
|  |  |                   |                   |                   |                   |                   |                   |  |  |  |  |  |  |  |  | Ashley St. Clair (1998–) | Ashley St. Clair (1998–) | Ashley St. Clair (1998–) | Ashley St. Clair (1998–) | Ashley St. Clair (1998–) | Ashley St. Clair (1998–) |  |  |  |  | Ismeretlen (2024–)           | Ismeretlen (2024–)       | Ismeretlen (2024–)       | Ismeretlen (2024–)       | Ismeretlen (2024–)       | Ismeretlen (2024–)       |  |  |
|  |  |                   |                   |                   |                   |                   |                   |  |  |  |  |  |  |  |  | Ashley St. Clair (1998–) | Ashley St. Clair (1998–) | Ashley St. Clair (1998–) | Ashley St. Clair (1998–) | Ashley St. Clair (1998–) | Ashley St. Clair (1998–) |  |  |  |  | Ismeretlen (2024–)           | Ismeretlen (2024–)       | Ismeretlen (2024–)       | Ismeretlen (2024–)       | Ismeretlen (2024–)       | Ismeretlen (2024–)       |  |  |
|  |  |                   |                   |                   |                   |                   |                   |  |  |  |  |  |  |  |  |                          |                          |                          |                          |                          |                          |  |  |  |  |                              |                          |                          |                          |                          |                          |  |  |

## Üzleti karrier

### Zip2

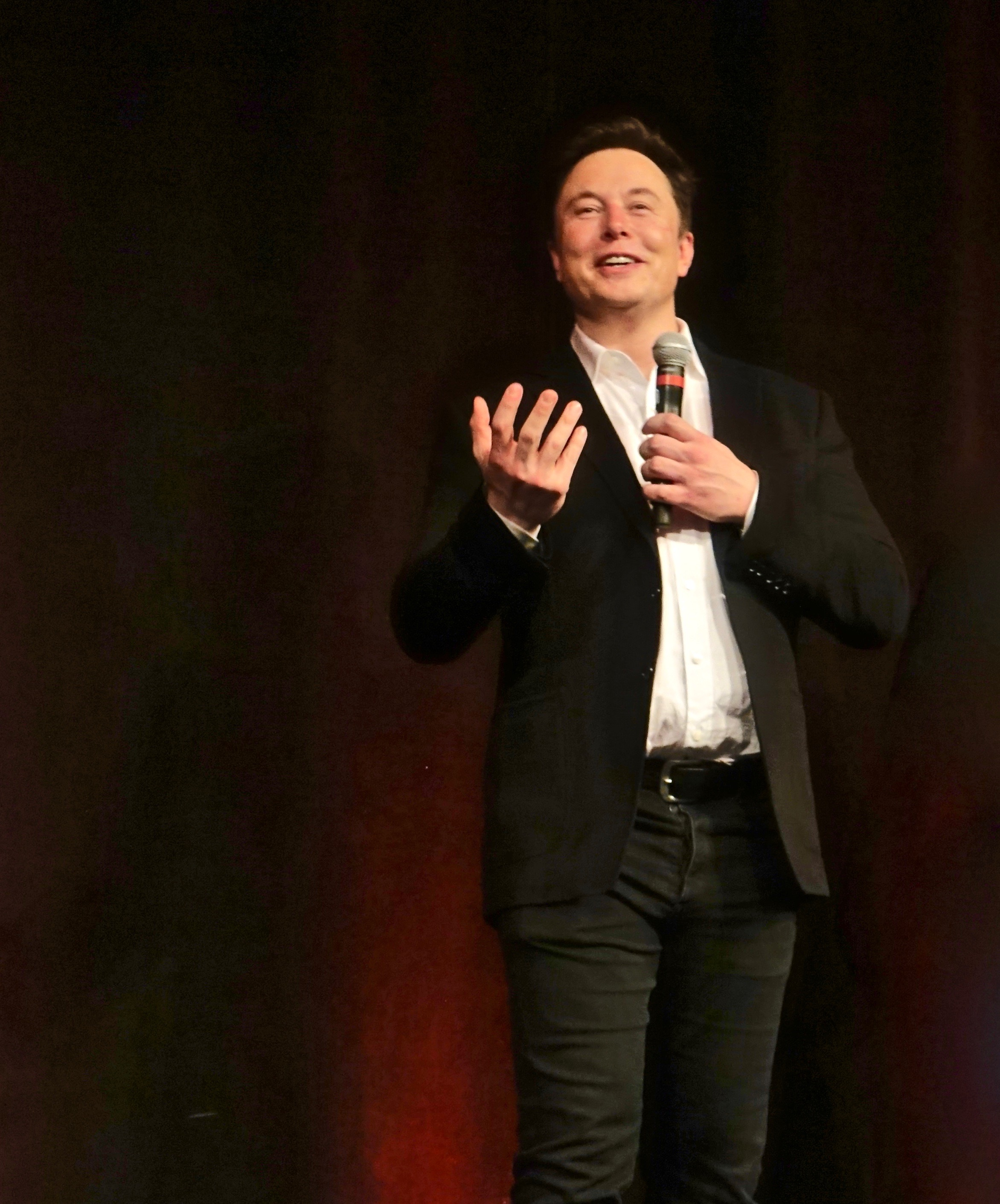
Elon Musk a Tesla 2019-es éves részvényesi közgyűlésén

1995-ben Musk, testvére, Kimbal és Greg Kouri megalapította a Zip2-t. Errol Musk 28 000 dollárral támogatta őket. A cég egy internetes városkalauzt fejlesztett ki térképekkel, útbaigazítással és sárga oldalakkal, és újságok számára értékesítették. Egy kis bérelt irodában dolgoztak Palo Altóban, Musk minden este kódolta a weboldalt. Végül a Zip2 szerződést kötött a The New York Times-szal és a Chicago Tribune-nal. A testvérek meggyőzték az igazgatótanácsot, hogy mondjanak le a CitySearch-csel való egyesülésről; azonban Musk próbálkozásai, hogy vezérigazgató legyen, meghiúsultak. 1999 februárjában a Compaq 307 millió dollárért készpénzben felvásárolta a Zip2-t, Musk pedig 22 millió dollárt kapott a 7 százalékos részesedésével.

### SpaceX
A Space Exploration Technologies vagy röviden SpaceX amerikai űrkutatási vállalat, amelynek központja a kaliforniai Hawthorne-ban található. 2002-ben alapította a dél-afrikai származású Elon Musk, akinek a nevéhez a PayPal és a Tesla, Inc. (korábbi nevén Tesla Motors) megalapítása is fűződik.
Elon Musk célja a SpaceX alapításával a kezdetektől fogva az űrrepülés költségeinek leszorítása, valamint a Mars kolonizálásának lehetővé tétele, ezzel a multiplanetáris élet lehetővé tétele.
A cég fejlesztette ki a Falcon 1, a Falcon 9 és a Falcon Heavy rakétákat, a Dragon űrhajót és fejleszti a Starship rakétarendszert.

#### Starlink
A Starlink műholdprojekt vagy műholdsereg, a SpaceX űripari cég világméretű műholdas projektje, amelyet a globális internetszolgáltatás céljára indított el.
Az alacsony vagy közepes Föld körüli pályán keringő műholdak segítségével nyújtott internetszolgáltatás kb. 4 milliárd ember számára valósulhat meg, olyanoknak, akiknek eddig erre nem volt technikai lehetőségük. Amennyiben elég nagy sávszélességet tudnak a projektben biztosítani, a projekt versenyképes lehet a földi internetszolgáltatókkal szemben is.

### Tesla

#### SEC-per
2018-ban Muskot beperelte az Amerikai Egyesült Államok Értékpapír- és Tőzsdefelügyelete (SEC) egy tweet miatt, melyben azt állította, hogy a Tesla potenciális magánkézbe vételéhez biztosították a finanszírozást. A per hamisnak, félrevezetőnek és a befektetőkre nézve károsnak minősítette a tweetet, és arra törekedett, hogy Muskot eltiltsák a tőzsdén jegyzett vállalatok vezérigazgatói tisztségétől. Két nappal később Musk megegyezett a SEC-vel, anélkül, hogy elismerte vagy tagadta volna a SEC állításait. Ennek eredményeként Muskot és a Teslát egyenként 20 millió dollárra büntették, Musk pedig három évre le kellett mondjon a Tesla elnöki posztjáról, de vezérigazgató maradhatott. Musk interjúkban kijelentette, hogy nem bánta meg a SEC vizsgálatot kiváltó tweet közzétételét. 2022 áprilisában egy részvényes, aki több Tesla részvényessel együtt beperelte Muskot a tweet miatt, azt mondta, hogy egy szövetségi bíró úgy döntött, hogy a tweet hamis volt, bár a szóban forgó ítéletet nem hozták nyilvánosságra.
2019-ben Musk egy tweetben azt állította, hogy a Tesla félmillió autót fog gyártani abban az évben. 2019-ben a SEC bírósági beadvánnyal reagált Musk tweetjére, kérve a bíróságot, hogy részesítse megrovásban, amiért egy ilyen tweettel megsértette egy egyezségi megállapodás feltételeit; a vádat Musk vitatta. Ezt végül Musk és a SEC közötti közös megállapodással rendezték, amely tisztázta a korábbi megállapodás részleteit. A megállapodás tartalmazott egy listát azokról a témákról, amelyekről tweetelés előtt Musknak előzetes engedélyt kell kérnie. 2020-ban egy bíró megakadályozta egy olyan per lefolytatását, amely szerint Musk egy, a Tesla részvényárfolyamára ("túl magas imo") vonatkozó tweetje megsértette a megállapodást. A FOIA által közzétett feljegyzésekből kiderült, hogy maga a SEC is arra a következtetésre jutott, hogy Musk ezt követően kétszer is megsértette a megállapodást, amikor "a Tesla napelemtető gyártási volumenére és a részvényárfolyamára" vonatkozó tweetet írt.

### The Boring Company
A The Boring Company (TBC) egy Elon Musk által alapított amerikai infrastruktúra- és alagútépítési szolgáltató vállalat. Jelenlegi és tervezett projektjeit városon belüli ("hurok") közlekedési rendszerekre tervezték, bár a vállalat kijelentette, hogy a jelenlegi alagutakat azért építik, hogy azok a hosszabb városközi útvonalakon támogatni tudják a Hyperloop-alapú közlekedésre való esetleges átállást.
A TBC két alagutat is elkészített Las Vegasban a hurokszerű közlekedésre. Egy alagutat is befejezett a Hyperloop és a hurokszerű utazás tesztelésére Los Angeles megyében. További alagutak a megbeszélések és a tervezés különböző szakaszaiban vannak.

### Twitter
Musk már 2017-ben kifejezte érdeklődését a Twitter megvásárlása iránt, és korábban megkérdőjelezte a platform szólásszabadság melletti elkötelezettségét. 2022 januárjában Musk elkezdett Twitter-részvényeket vásárolni, és áprilisra elérte a 9,2%-os részesedést, amivel ő lett a legnagyobb részvényes. Amikor ezt nyilvánosságra hozták, a Twitter részvényei a legnagyobb napon belüli árfolyam-emelkedést élték át a vállalat 2013-as tőzsdei bevezetése óta. Április 4-én Musk beleegyezett egy olyan megállapodásba, amely őt nevezi ki a Twitter igazgatótanácsába, és megtiltja neki, hogy 14,9%-nál nagyobb részesedést szerezzen a vállalatban. Április 13-án azonban Musk 43 milliárd dolláros ajánlatot tett a Twitter megvásárlására, és vételi ajánlatot tett a Twitter részvényeinek 100%-ára, részvényenként 54,20 dollárért. Válaszul a Twitter igazgatótanácsa elfogadott egy "mérgező pirula" részvényesi jogokról szóló tervet, amely megakadályozza, hogy egyetlen befektetőnek 15%-nál nagyobb részesedése legyen a vállalatban az igazgatótanács jóváhagyása nélkül. Ennek ellenére a hónap végére Musk sikeresen lezárta ajánlatát mintegy 44 milliárd dollárért, ami körülbelül 12,5 milliárd dollárnyi, a Tesla részvényei ellenében felvett kölcsönt és 21 milliárd dollárnyi tőkefinanszírozást tartalmazott.
A Tesla tőzsdei értéke az üzletre reagálva másnap több mint 100 milliárd dollárral zuhant, aminek következtében Musk körülbelül 30 milliárd dollárt veszített nettó vagyonából. Ezt követően 86 millió követőjének tweetelt kritikát a Twitter vezetője, Vijaya Gadde politikájáról, s emiatt néhányan közülük szexista és rasszista zaklatással vádolták, pert indítottak ellene. Pontosan egy hónappal a felvásárlás bejelentése után Musk kijelentette, hogy az ügyletet "felfüggesztették", miután egy jelentés szerint a Twitter napi aktív felhasználóinak 5%-a spamfiók volt, aminek következtében a Twitter részvényei több mint 10%-ot estek. Bár kezdetben megerősítette elkötelezettségét a felvásárlás mellett, júliusban értesítést küldött az üzlet felmondásáról; a Twitter igazgatótanácsa azt válaszolta, hogy elkötelezettek a tranzakció megvalósítása mellett. 2022. július 12-én a Twitter hivatalosan beperelte Muskot a delaware-i Chancery Court of Delaware bíróságon a Twitter megvásárlására vonatkozó, jogilag kötelező érvényű megállapodás megszegése miatt. 2022 októberében Musk ismét jelentkezett, és részvényenként 54,20 dollárért ajánlotta fel a Twitter megvásárlását. A felvásárlás október 27-én hivatalosan is lezárult.
Közvetlenül a felvásárlás után Musk kirúgta a Twitter felsővezetőit, például Parag Agrawal vezérigazgatót, akit leváltott, bevezette a havi 7,99 dolláros "kék pipa" előfizetést, és elbocsátotta a vállalat személyzetének jelentős részét. Musk csökkentette a tartalom moderálását, decemberben belső dokumentumokat hozott nyilvánosságra, amelyek Hunter Biden laptopjának Twitter általi moderálásával kapcsolatosak a 2020-as elnökválasztás előtti időszakban. A Southern Poverty Law Center megjegyezte, hogy a Twitter számos szélsőséges személyt ellenőrzött. A felvásárlást követő több millió tweetet vizsgáló tanulmány szerint a gyűlöletbeszéd a platformon "láthatóbbá vált" Musk vezetése alatt.
Tulajdonlásának első heteiben Musk egy sor rövid életű döntést és változtatást hozott, amelyeket gyorsan visszafordított, többek között bevezette a fizetős kék pipát, létrehozta a "hivatalos" címkét és megtiltotta a más közösségi médiaplatformokon lévő profilokra való hivatkozást. Musk irányítása alatt a Twitteren több nagyszabású leállás történt.
2022 áprilisában a The Washington Post arról számolt be, hogy Musk magánjelleggel azt állította: a feltételezett cenzúra a platformon, beleértve az olyan fiókok betiltását, mint a The Babylon Bee, késztette őt a felvásárlás megkezdésére. A felvásárlást követően azonnali prioritássá tette a The Bee-hez hasonló fiókok visszaállítását. A The New York Post felfedte, hogy Musk volt felesége, Talulah Riley bátorította Muskot a Twitter megvásárlására, kifejezetten a The Bee betiltására hivatkozva.
December 18-án Musk egy szavazást tett közzé Twitter-fiókján, amelyben arra kérte a felhasználókat, hogy döntsék el, lemondjon-e a Twitter éléről, a több mint 17,5 millió szavazatból 57,5% támogatta ezt a döntést, majd Musk bejelentette, hogy lemond vezérigazgatói posztjáról, "amint találok valakit, aki elég bolond ahhoz, hogy elvállalja a munkát".
2023. május 12-én bejelentette, hogy lemond a vezérigazgatói pozícióról, és helyette "exec chair & CTO felügyeli a terméket, a szoftvert és a sysops-ot". Bejelentette továbbá, hogy új vezérigazgatót nevez ki, az NBCUniversal korábbi vezetőjét, Linda Yaccarinót.
Miután Musk 2023 novemberében látványosan egyetértett egy, az X-re írt poszttal, ami azt az összeesküvés-elmélet támogatta, miszerint a zsidó emberek szítják a gyűlöletet a fehérek ellen, és amúgy is megszaporodtak a náci tartalmú üzenetek, több nagy multicég is bojkottot hirdetett a közösségi platform ellen, mondván: nem kívánnak a továbbiakban antiszemita és rasszista gyűlöletnek teret adó üzenetek mellett megjelenni, amiket visszautasítanak.
Musk azzal is kihúzta a gyufát, hogy 2024 márciusában visszaállított több szélsőséges tartalma miatt felfüggesztett fiókot, emiatt ugyanis a brazil legfelsőbb bíróság egyik bírája vizsgálatot indított ellene az igazságszolgáltatás akadályozása miatt. Brazíliában a bíróság olyan „digitális milíciák” után nyomozott, amelyeket azzal vádoltak, hogy a korábbi szélsőjobboldali elnök, Jair Bolsonaro kormányzása idején álhíreket és gyűlöletüzeneteket terjesztettek. Musk az eljárás hírére üzenetben támadt vissza, mondván: szerinte a felfüggesztésekről szóló határozat alkotmányellenes, majd felszólította Alexandre de Moraes bírót, hogy mondjon le hivataláról, aki szerinte „arcátlanul és többször” elárulta Brazília alkotmányát és népét.

## Attitűdök
Musk megítélése a viselt dolgai miatt igencsak megosztó. Viselkedése, nyilvános megszólalásai, valamint az őt ismerők nyilatkozatai alapján egy igencsak nárcisztikus, önfejű, „istenkomplexusos” ember képe rajzolódott ki, aki sokszor csinál hirtelen felindulásból, nemritkán felelőtlenül dolgokat, míg máskor nagy ígéreteket jelent be, amik megvalósulása nagyon is bizonytalan. Előbbire példa, mikor 1999-ben gyakorlatlan vezetőként egy újonnan, egy millió dollárért vásárolt McLaren F1 sportkocsit tört össze röviddel azután, hogy megvette – később azt állította, hogy a baleset után állítólag haszonnal adott túl a megjavított kocsin. Utóbbira példa, mikor a Tesla autói önvezetésre vonatkozó hangzatos bejelentéseiről sorra kiderültek, hogy nem felelnek meg a valóságnak, emiatt az amerikai hatóságokkal is hosszú huzavonákba bonyolódott. (A Tesla Cybertruck beígért „törhetetlensége” és rozsdamentessége sem igazolódott.) Segítő szándékú lépéseit is gyakran csak addig vette komolyan, amíg abból neki, illetve a vállalkozásainak haszna származott. Erre példa, mikor ingyen felajánlotta a Starlinket az orosz–ukrán háború 2022-es eszkalálódása idején az internet nélkül maradt Ukrajnának, hogy annak segítségével tudjanak kommunikálni a harctéren is, miután az oroszok szétlőtték az ország infrastruktúráját. Később azonban már pénzt kért a használatért, 2022 októberében pedig anyagi okokra hivatkozva lekapcsolta a rendszert, veszélybe sodorva ezzel a hatékony kommunikáció nélkül maradt ukrán haderőt. Később sikerült rábeszélni, hogy kapcsolja vissza, de a szeszélyes Musk utóbb már ideológiai aggályokat is felvetett a Starlink ukrán használata kapcsán, végül a Pentagon 2023 nyarán szerződést kötött a Starlink használatára, hogy ezzel biztosítsa az ukrán fél részére az internetet és a kommunikációt. A számos provokatív, zavaros vagy figyelemfelkeltő megnyilvánulására érzékletes példa volt, mikor 2023-ban verekedésre, illetve „péniszméregetésre” hívta ki Mark Zuckerberget, a Facebook társalapítóját – a megmérettetések végül szintén elmaradtak.
Más esetekben kiderült, hogy állításaival szemben nem ért számos technikai eljáráshoz sem, erre példa volt, mikor 2022 végén valótlanságokat állított az általa megvett Twitter/X működésével kapcsolatban, majd az őt kijavító, és ezzel lejárató fejlesztőket inkább kirúgta az állásukból. Ehhez kapcsolódó vicces eset volt az is, mikor kiderült, hogy 2024 elején vett egy Windows 11-et tartalmazó laptopot, és csak akkor szembesült vele, hogy az operációs rendszer – már három évvel korábbi megjelenésekor kitárgyalt – vitatott működése miatt nem tudja használatba venni a gépet, emiatt pedig a szokása szerint méltatlankodásba és akadékoskodásba kezdett a közösségi felületeken, holott ha követte volna a technikai fejleményeket az elmúlt években, vagy utánanézett volna a specifikációknak, kevéssé érhette volna meglepetés. A láthatóan felkészületlen Muskon végül a kommentelők segítettek a gép beüzemelésében. Arra is sok időt fordított, hogy videójátékosi eredményeivel kérkedjen, csakhogy utóbb kiderült, hogy ebből szinte semmi nem igaz: a már a játékok elején gyanúsan sok előnyös képességgel felvértezett játékos karaktereit mások működtették a játékokban, mikor pedig maga Musk élőben játszott egy sor amatőr hibát követett el a játékmenetek során, ami furcsa volt egy elméletileg gyakorlott játékostól. Mikor ismert videójátékosok hívták fel a figyelmet arra, hogy minden valószínűség szerint hazudik az eredményeiről, Musk közösségi felületeken kezdett vitatkozni a kritikusaival, utóbb azonban kiderült, hogy tényleg nem ő játszik a játékokban sikeres hozzá kötődő karakterekkel.

## Politika
Politikája, amelyet sokáig ideológiailag beazonosíthatatlannak tartottak, 2024-re a radikális jobboldalhoz közeledett. Elon Musk politikai megnyilvánulásai gyakran váltottak ki vitákat, bizonyos európai populista vagy szélsőjobboldali pártok iránt is kifejezte szimpátiáját, különösen a migrációval, a nemzeti szuverenitással és a globalizációval kapcsolatos kérdésekben.

### 2024-es amerikai elnökválasztás

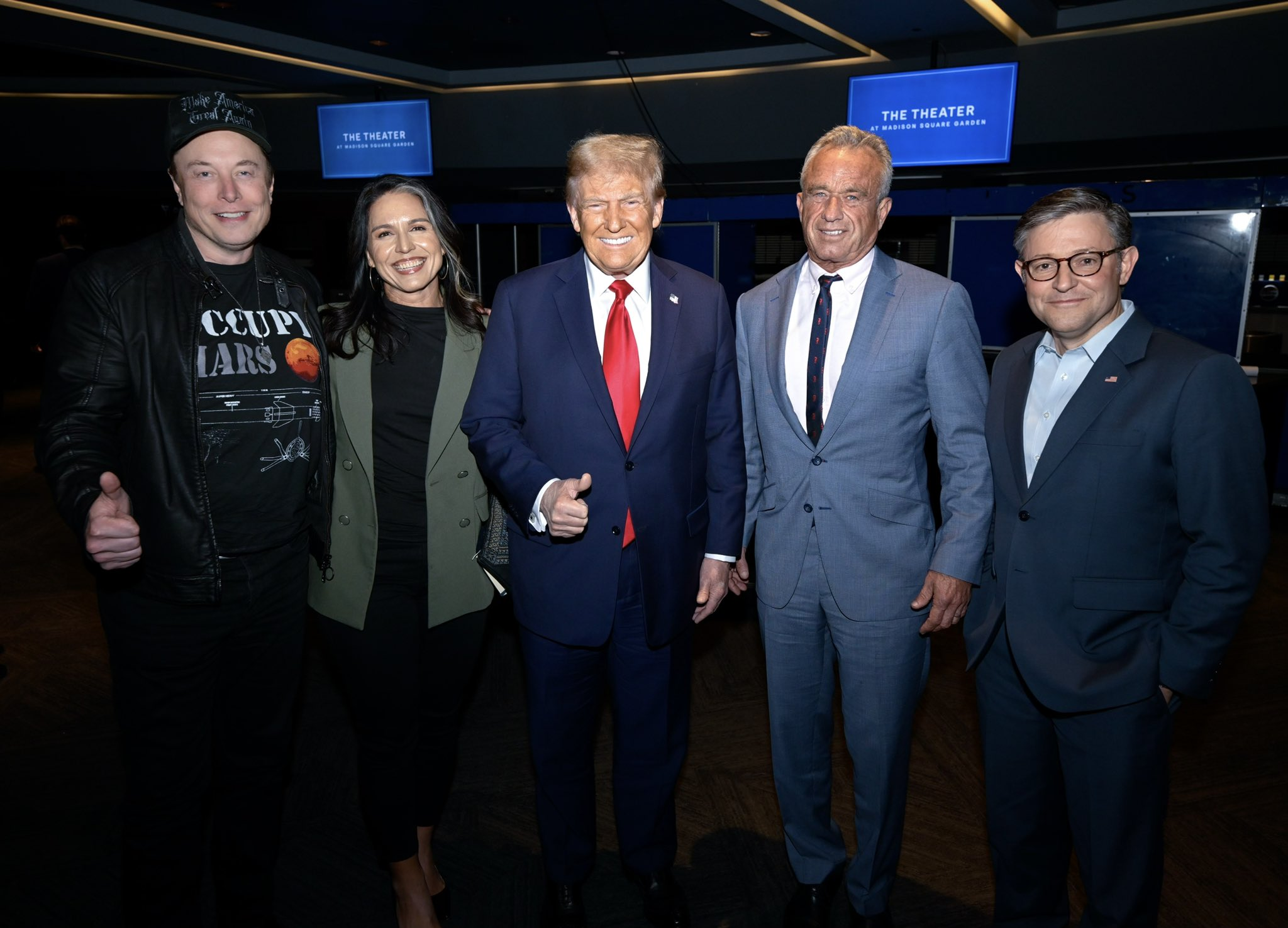
Elon Musk, illetve Tulsi Gabbard, Donald Trump, Robert F. Kennedy Jr. és Mike Johnson (balról jobbra) politikusok a 2024-es választási győzelem után

Musk a 2024-es amerikai elnökválasztásban is aktívan részt vett, ahol Donald Trump mellett kampányolt, jelentős pénzügyi támogatásokkal. Ennek kapcsán meghirdetett egy saját „szerencsejátékot” is: azok között a regisztrált szavazók között, akik aláírják a szólásszabadságról és a fegyvertartás jogáról szóló petícióját, valamint a hét úgynevezett „csatatérállam” – Arizona, Georgia, Michigan, Nevada, Észak-Karolina, Pennsylvania és Wisconsin – egyikében élnek naponta egy millió dollárt sorsol ki. Miután több embert meg is jutalmazott az egymilliós csekkel, vizsgálatot kérvényeztek vele szemben, mert ez a játék a választási szakértők és jogászok szerint törvényileg aggályos volt: a vonatkozó szövetségi törvény értelmében „aki fizet, fizetést ajánl vagy fizetést elfogad a szavazáshoz való regisztrációért vagy a szavazásért”, 10 ezer dolláros pénzbüntetésre vagy öt év börtönbüntetésre számíthat. Kilenc „nyertes” után Philadelphia kerületi ügyésze, Larry Krasner pert is indított Musk és a játékot bonyolító Musk féle szervezet, az America PAC ellen. A per során Musk ügyvédje azzal próbálta megmagyarázni a pénzosztogatást, hogy az nem is nyeremény, hanem valójában ajándék olyan előre kiválasztott személyeknek, akiket az America PAC potenciális szóvívőinek szemeltek ki. Musk szereplése Trump mellett azért is érdekes volt, mert a következetlen, véleményét gyakorta váltogató Musk korábban még Trumpot kritizálta. Kínos szituációt okozott az is, mikor Musk Trump „nyitott határokat” és a papírok nélküli bevándorlókat emlegető véleménye mellé állt, mint amik tönkre teszik Amerikát. Kiderült ugyanis, hogy maga Musk is jogilag illegális munkavállaló volt az Egyesült Államokban, amikor még 1995-ben a Stanford Egyetem egyetemistájaként érkezett az országba, de beiratkozás helyett a Zip2 nevű start-up vállalkozása felépítésébe fogott, ami megalapozta későbbi üzleti vállalkozásait. Musk korábban is igyekezett bagatellizálni ezt a témát.
Kimutatták, hogy a Musk tulajdonába került Twitteren/X-en jelentősen csökkentette a platform tartalommoderálását. A moderációs mechanizmusok visszaszorítása és a korábban kitiltott felhasználók visszaengedése következtében megnövekedett a szélsőséges és félrevezető tartalmak jelenléte a digitális felületen. Egy nonprofit szervezet, a Center for Countering Digital Hate állítása szerint Elon Musk saját közösségi platformján, az X-en legalább 87 olyan posztot tett közzé 2024-ben, amelyek félrevezető információkat tartalmaztak az amerikai elnökválasztással kapcsolatban. A szervezet szerint ezek a bejegyzések mintegy 2 milliárd megtekintést generáltak 2024-ben.

#### Politikai kinevezés
Miután a választásból Trump került ki győztesként, 2025. január 20-i hatállyal kinevezte Muskot a Kormányzati Hatékonysági Minisztérium (Department of Government Efficiency, DOGE) egyik vezetőjévé, amely a kormányzat gazdaságosabb működtetéséért felelt. Musk nem vált kormánytaggá, mert akkor összeférhetetlenség címén le kellett volna mondania a cégei vezetéséről. Az intézmény munkáját Vivek Ramaswamy üzletemberrel megosztva vezette.
Musk május 30-án hivatalosan bejelentette távozását a DOGE-ból, miután lejárt a 130 napos szolgálati ideje, (130 nap az eseti kormányzati megbízott, „special government employee” státuszban dolgozók maximálisan engedélyezett szolgálati ideje az Egyesült Államokban.) A Musk-időszak számos vitát váltott ki, többek között a szövetségi költségvetés csökkentésére irányuló intézkedései és azoknak a közszolgáltatásokra gyakorolt hatása miatt. Népszerűtlenné vált, a kormányzaton belül is több konfliktusa alakult ki, miután számos alkalommal hozzá nem értő módon hozott döntéseket. Búcsúzásakor Trump köszönetet mondott munkájáért.

### Nemzetközi politika
Musk több külpolitikai megnyilvánulást is tett, de ezek is gyakran váltottak ki kritikát, mivel azok nem egyszer alapultak álhíreken, félinformációkon, vagy minősültek provokációnak.
Méltatta Kínát, aki közeli kapcsolatban áll az ország kormányával. Miután a sanghaji Tesla-gyárban elkészült az első autó, Musk megköszönte a Kínai kormánynak és a népnek a lehetőséget, és kritizálta az amerikaiakat. Musk később amellett is felszólalt, hogy Tajvan Kína adminisztrációs része legyen. Joseph Wu tajvani külügyminiszter üzenete Musknak egyértelmű volt: „Idefigyelj, Tajvan nem a Kínai Népköztársaság része, és egészen biztosan nem eladó!”
2022 októberében Musk megosztott egy Twitter-közvélemény kutatást béketervével az ukrajnai háborúra, amely részeként Oroszország megtartotta volna a Krím félszigetet, míg Ukrajna feladta volna jelentkezését a NATO-ba, semleges maradt volna. Ukrán részről rögtön éles bírálatokat váltott ki Musk javaslata. Hírek szerint Musk beszélt Vlagyimir Putyin orosz elnökkel a terv megosztása előtt, amelyet Musk tagadott. Az üzletember többször is kijelentette, hogy az elhúzódó háború nukleáris fegyverek használatához és a harmadik világháborúhoz vezethet. Ezen aggódása azonban nem akadályozta meg abban, hogy gúnyolódjon Volodimir Zelenszkij azon állításán, amiben az ukrán elnök úgy fogalmazott, hogy „Ukrajna egy független ország, amelyet az Egyesült Államok sem kényszeríthet arra, hogy csak üljön és hallgasson.” Musk erre úgy reagált: „Elképesztő humorérzéke van”.

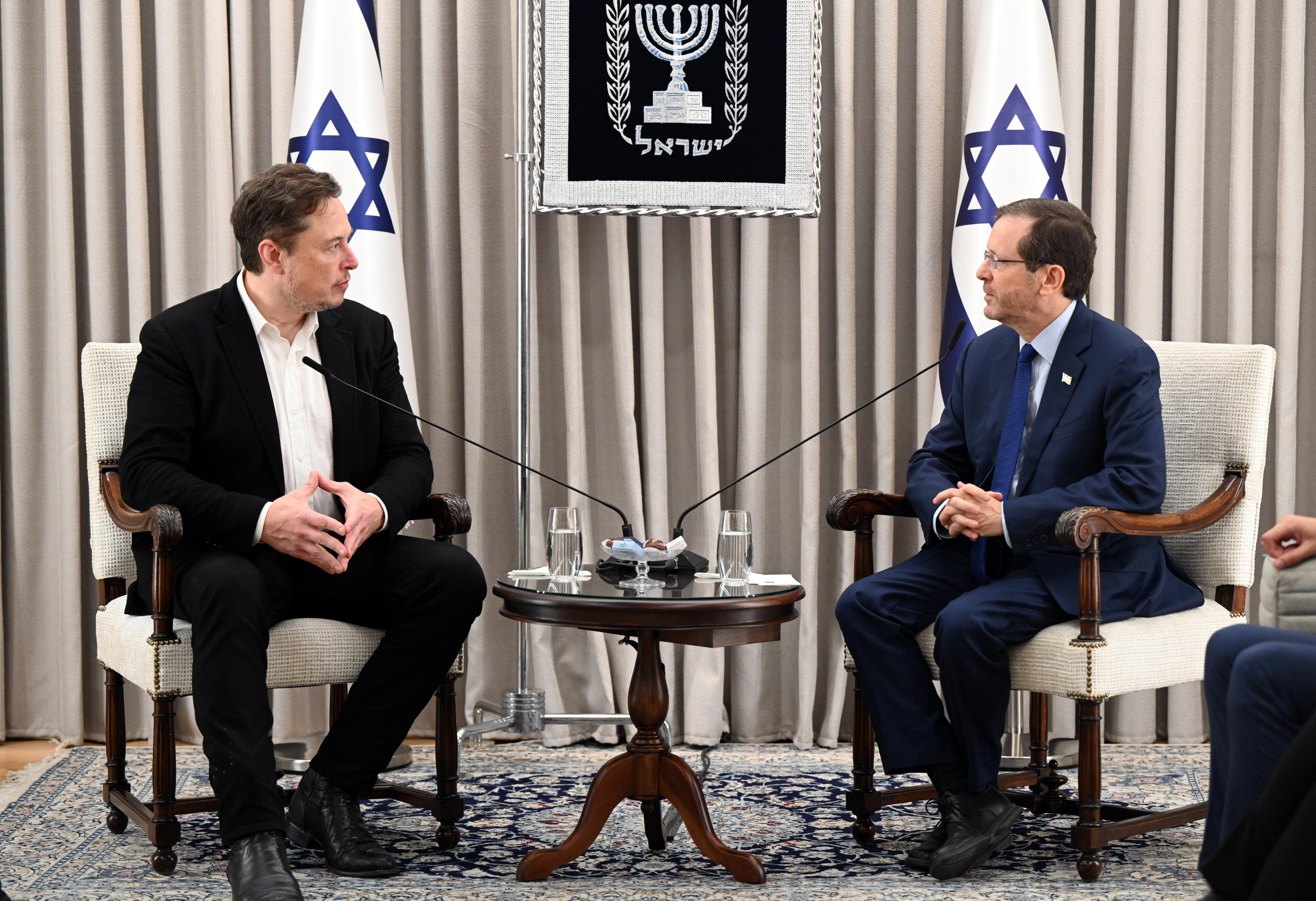
Musk és Jichák Hercog izraeli elnök 2023 novemberében

Egy 2023. november 10-én megosztott interjúban Musk kritizálta Izrael ellentámadását a Hamász ellen a gázai övezetben, azt mondva, hogy a Hamász célja Izrael provokálása volt. Hozzátette, hogy azzal, ha Izrael megöl egy gyereket Gázában, azzal újabb Hamász-tagokat hoz létre, akik szívesen meghalnak, hogy megöljenek egy izraeli polgárt. Novemberben Musk betiltotta egyes Izrael-ellenes szlogenek használatát a Twitteren, illetve hetekkel később az országba utazott találkozni Benjámín Netanjáhú miniszterelnökkel.
A 2024. július 28-án tartott venezuelai választások után ismét elnökké váló Nicolás Maduro elnököt kritizálta, mondván választási csalással lett újra elnök. Maduro erre „harcra” hívta Muskot, aki szóban elfogadta a kihívást, de az összecsapásra (a Zuckerberg féle verekedéshez hasonlóan) eddig nem került sor.
2024 augusztusában a brazil elnökkel, Luiz Inácio Lula da Silvaval és egy ottani bíróval is összerúgta a port a közösségi felületeken, miután a korábbi szélsőjobbos elnök, Jair Bolsonaro hívei lázadást szerveztek a Twitter/X felhasználásával, és ezért megbírságolták a céget, majd miután nem tudtak helyi illetékest találni hónapokra lekapcsolták a Twittert az országban. Musk egy ideig ócsárolta az elnököt és az intézkedést kiadó bírót, végül azonban meghátrált és befizette a bírságot is.
2024 augusztusában kritizálta Keir Starmer brit miniszterelnököt is az Egyesült Királyságban történő szélsőjobboldali zavargások közben. Egy videóra, amelyben azt lehetett hallani, hogy a zavargásokat bevándorlók okozták (miközben az elkövetők szélsőjobboldali, bevándorlás ellenes személyek voltak), Musk azt válaszolta, hogy „a polgárháború elkerülhetetlen.” Megszólalását kritizálta Starmer szóvivője. Musk korábban ismét a Twitterre engedte Tommy Robinson szélsőjobboldali aktivistát, aki korábban el lett tiltva az előző tulajdonosok által. Musk népszerűsített egy összeesküvés-elméletet is, amely szerint az Egyesült Királyság kormánya a Falkland-szigeteken tervezett táborokat építeni, ahol a zavargás okozóit tartották volna. 2024 novemberében azt írta, hogy az ország „full-Sztálin” módba került, miután a munkáspárti kormány úgy döntött, hogy megszünteti az örökségi adókedvezményeket az egy millió fontnál többet érő mezőgazdasági vagyonon. 2024 decemberében Musk megosztotta, hogy 100 millió dollárt tervez adományozni Nigel Farage Reform UK pártjának a következő választás előtt, hogy Farage-ból miniszterelnököt csináljon. Később azonban szembefordult Farage-zsal, és leváltását kérte a párt éléről.
2024 decemberében Musk kijelentette, hogy az Alternatíva Németországért (AfD) párt támogatója. Ez azt követően történt, hogy júniusban annak a véleményének adott hangot, hogy az AfD politikája nem szélsőjobboldali, valamint kritizálta Olaf Scholz kancellárt. Ezt követően, a 2024. decemberi magdeburgi támadás elkövetője, Taleb al-Abdulmohsen szaúd-arábiai származású orvos, korábban méltatta Muskot és az AfD-t, magát  vallását nem gyakorló, "ateista muzulmánnak" nevezte.  Több jobboldali közösségi média azzal vádolta a balliberális médiát, hogy eltitkolják Taleb al-Abdulmohsen „taqiyya” hitét, mely az igaz muszlim hit elővigyázatos megtagadásának színlelése környezete és a hatóság megtévesztésére, kijátszására. Muskkal együtt azt állították, hogy az elkövető ateizmusra hivatkozása csupán "blöff”. A kölcsönös vádaskodás során megjelentek olyan balliberális vélemények, melyek Musk mellett a Welt am Sonntag újságot is kritizálták, amiért  – a szólásszabadságra hivatkozva  – teret engedett Musk véleménycikkének. Azt állították, hogy a cikk felületes és híján van a német politika ismeretének.
2025 januárjában egy álhírre és egy magyar fideszes EP-képviselő, László András posztjára támaszkodva arról osztotta meg a véleményét, miszerint Thierry Breton, az Európai Bizottság belső piacért felelős ex-tagja közbenjárt volna az előző év novemberi román választások érvénytelenítésében, ahol Călin Georgescu független, szélsőjobboldali-populista, oroszbarát jelölt lett a győztes. A Musk által „Európa zsarnokaként” minősített Breton cáfolta a híresztelést, miután az idézett és félremagyarázott részlet egy olyan szövegből származik, ahol a TikTok választásra gyakorolt befolyása miatt került szó a platform szankcionálásáról. Breton leszögezte: „már megszoktuk, hogy Elon Musk fake newst terjeszt a platformjain”. Musk és Breton közt már volt nyilatkozatcsörte hasonló okból, ahogy utóbb a Fidesz-kormányzat is felülbírálta magát a román választások kapcsán.

## Musk és a thaiföldi barlangszerencsétlenség
2018 júliusában a thaiföldi barlangszerencsétlenség áldozatainak egy mentőkapszulát tervezett, mely a föld alatt rekedt 12 fős focicsapatot és edzőjüket hivatott a felszínre hozni. A kapszula július 8-ra rekordsebességgel el is készült, a helyszínre szállították, de az idő rövidsége és az esőzés miatti nagy veszély, valamint a thai hatóságok mentési kísérletekre való sürgetése miatt nem vetették be. A kapszula története azonban ezzel nem ért véget. A mentőcsapat vezetője nem fogadta el Musk felajánlását és hamarosan vita kerekedett közöttük, arra nézve, hogy a kapszula alkalmas-e vagy sem a mentésre. Miután Musk mérgében egy twitter bejegyzésben "lepedofilozta" a búvárt, az újságok az egész akciót PR-tevékenységnek minősítették. A dolgon az sem segített, hogy Musk később bocsánatot kért hirtelen megjegyzése miatt Narongszak Oszotthakorntól.
A kicsiny, gyermekmentésre alkalmas tengeralattjáró – amelybe akár egy felnőtt ember is belefér – a The Boring Company csúcstechnológiájával és a SpaceX mérnökeinek tudása révén készült el két nap alatt. Alkalmas mélyebb vízű tengeri barlangokban mentés céljára, de Musk a kapszula továbbfejlesztett változatát akár az űrben is el tudná képzelni. Végül a mini tengeralattjárót Musk a helyieknek adományozta azzal, hogy egy esetlegesen előforduló újabb katasztrófánál felhasználhatják.

## Covid19

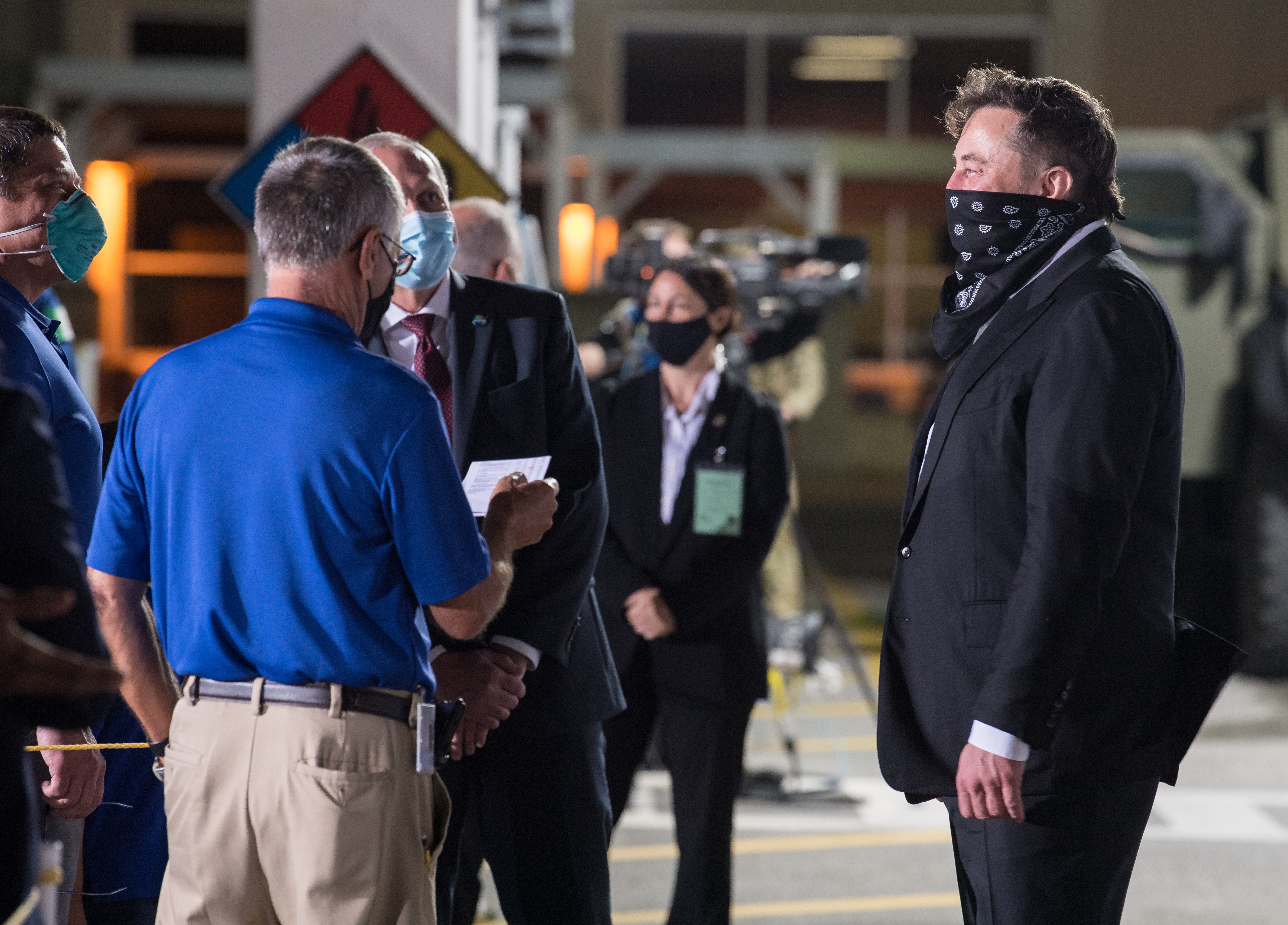
Musk a Covid19-járvány idején kendőt visel arcmaszkként

Muskot kritizálták a Covid19-világjárvánnyal kapcsolatos nyilvános megjegyzései és magatartása miatt is. Téves információkat terjesztett a vírusról, többek között népszerűsített egy széles körben diszkreditált tanulmányt a klorokin előnyeiről, és azt állította, hogy a Covid19-halálozási statisztikák felfújtak.
2020 márciusában Musk kijelentette: "A koronavírus-pánik butaság." A Tesla alkalmazottainak küldött e-mailben Musk a Covid19-et a "nátha egy speciális formájának" nevezte, és azt jósolta, hogy az igazolt Covid19-es esetek nem fogják meghaladni az amerikai lakosság 0,1%-át. 2020. március 19-én Musk azt jósolta, hogy április végére "valószínűleg közel nulla új eset lesz [az USA-ban]." A Politico ezt a kijelentést az egyik "legmerészebb, legmagabiztosabb és leglátványosabban téves előrejelzésnek [2020-ra]" nevezte. Musk azt is tévesen állította, hogy a gyerekek "lényegében immunisak" a Covid19-re.
Musk elítélte a Covid19-zárlatokat, és kezdetben nem volt hajlandó bezárni a Tesla Fremont Factoryt 2020 márciusában, dacolva a helyi maradj otthon-paranccsal. 2020 májusában újra megnyitotta a Tesla gyárat, dacolva a helyi óvóhely-paranccsal, és figyelmeztette a dolgozókat: ha nem állnak munkába, fizetés nélkül maradnak, és veszélybe kerülhet a munkanélküli segélyük.
2020 márciusában Musk megígérte, hogy a Tesla lélegeztetőgépeket készít a Covid19-betegek számára, ha hiány lépne fel. Miután olyan személyiségek, mint Bill de Blasio, New York polgármestere reagált az ajánlatra, Musk felajánlotta, hogy lélegeztetőgépeket adományoz, melyeket a Tesla megépítene vagy megvásárolna egy harmadik féltől. Musk azonban végül BiPAP és CPAP gépeket vásárolt és adományozott, amelyek nem invazív lélegeztetőgépek, a sokkal drágább és keresettebb invazív mechanikus lélegeztetőgépek helyett.
2020 szeptemberében Musk kijelentette, hogy nem oltatja be magát a Covid19-vakcinával, mert őt és gyermekeit "nem veszélyezteti a Covid19". Két hónappal később Musk elkapta a Covid19-et, mire azt sugallta, hogy a Covid19 gyors antigénteszt eredményei kétesek, s ezek után a "Space Karen" kifejezés volt trendi a Twitteren, Muskra utalva. 2021 decemberében azonban Musk felfedte, hogy ő és a jogosult gyermekei megkapták a vakcinát.

## Pénzügyek
Musk szerint az amerikai kormánynak nem kellene támogatásokat nyújtania a vállalatoknak, hanem szén-dioxid-adót kellene kivetnie a káros hatások visszaszorítására. Szerinte a szabad piac érné el a legjobb megoldást, és a környezetszennyező járművek gyártásának következményei kellene hogy legyenek. A Tesla több milliárd dollárnyi támogatást kapott. Emellett a Tesla nagy összegeket keresett a Kaliforniában és az Egyesült Államokban szövetségi szinten kínált, kormányok által kezdeményezett nulla kibocsátású kreditrendszerekből, ami megkönnyítette a Tesla járművek kezdeti fogyasztói elfogadását, mivel a kormányok által nyújtott adókedvezmények lehetővé tették, hogy a Tesla akkumulátoros elektromos járművei árban versenyképesek legyenek a meglévő, alacsonyabb árú, belső égésű motoros járművekkel szemben. Nevezetesen, a Tesla bevételeinek egy részét az Európai Unió kibocsátáskereskedelmi rendszere és a kínai nemzeti szén-dioxid-kereskedelmi rendszer által a vállalatnak nyújtott szén-dioxid-kreditek értékesítéséből szerzi.
Musk, aki régóta ellenzi a short-értékesítést, többször is kritizálta a gyakorlatot, és amellett érvelt, hogy annak illegálisnak kellene lennie. A Wired magazin úgy vélte, hogy Musk ellenállása a short-értékesítéssel szemben abból ered, hogy a short-értékesítők arra ösztönzik, hogy kedvezőtlen információkat találjanak és népszerűsítsenek a cégeiről. 2021 elején bátorította a GameStop short squeeze-t.

## Technológia
Musk népszerűsítette a kriptovalutákat és támogatja őket a hagyományos, kormány által kibocsátott fiat valutákkal szemben. Tekintettel Musk tweetjeinek befolyására a kriptovaluták piacainak mozgatásában, a kriptovalutákkal kapcsolatos kijelentéseit egyesek, például Nouriel Roubini közgazdász, piaci manipulációnak tekintették. Musk közösségi médiában tett Bitcoin és Dogecoin dicsérő szavait a Bitcoin és a Dogecoin árfolyama növelésének tulajdonították. Ennek következtében kérdéseket vetett fel a Tesla 2021-es bejelentése, amely Musk közösségi médiában tanúsított viselkedésének hátterében állt, miszerint 1,5 milliárd dollár értékben vásárolt Bitcoint. A Tesla bejelentését, miszerint elfogadja a Bitcoint fizetésre, a környezetvédők és a befektetők kritizálták a kriptopénz-bányászat környezeti hatásai miatt. Néhány hónappal később a kritikákra reagálva Musk a Twitteren bejelentette, hogy a Tesla nem fogad el többé Bitcoinban történő fizetést, és nem vesz részt Bitcoin tranzakciókban, amíg a környezetvédelmi problémák nem oldódnak meg.
Annak ellenére, hogy a The Boring Company részt vesz a tömegközlekedési infrastruktúra kiépítésében, Musk kritizálta a tömegközlekedést, és az individualizált közlekedést (magánautók) népszerűsítette. Kommentárjait "elitistának" nevezték, és széleskörű kritikát váltott ki mind közlekedési, mind várostervezési szakértőkből, akik rámutattak, hogy a tömegközlekedés a sűrű városi területeken gazdaságosabb, energiatakarékosabb és sokkal kevesebb helyet igényel, mint a magánautók.

## Érdekességek
Gyakran nevezik úgy is, mint az Igazi Vasember, ugyanis több vonásban is nagyon hasonlít a képregényszereplőre: milliárdos, feltaláló és több meghökkentő üzleti vállalkozást is sikerre vitt. Sőt mi több, a Vasember 2. című filmben cameoszerepben (mint önmaga, Elon Musk) fel is tűnik, kezet fog Tony Starkkal, és megemlíti, hogy van egy elektromos repülővel kapcsolatos ötlete.
A Tesla modelljeinek sorozata Elon Musk terve szerint a SEXY szót adta volna ki, azonban a „Model E” neve "Model 3" lett, mert azt a nevet a Ford korábban bejegyeztette.
Elon Musk Tesla Roadstere a Tesla, Inc. (korábban Tesla Motors) első generációs elektromos meghajtású gépkocsija, melyet 2018. február 6-án a Space Exploration Technologies (SpaceX) cég Falcon Heavy rakétájával fellőttek a világűrbe. A sportkocsiban egy űrruhába öltöztetett, Starman nevű bábu ült. A hangszórókból David Bowie Life on Mars? című száma szólt. A központi kijelző helyén, a legfeltűnőbb helyen pedig a "Don't Panic" (Ne ess pánikba!) felirat olvasható. Elon Musk fiatalkora óta rajong a Galaxis útikalauz stopposoknak című regénysorozatért. A könyvborítón szerepel a "Don't Panic!" felirat, ami végül az autó műszerfalára került.

### Angolul
- Amazon.com: Elon Musk: How the Billionaire CEO of SpaceX and Tesla is Shaping our Future eBook: Ashlee Vance: Kindle Store. www.amazon.com. (Hozzáférés: 2018. március 3.)
- Influental Individuals: Elon Musk: The Life, Lessons & Rules For Success. New York: www.amazon.com. 2017.

### Magyarul
- Ashlee Vance: Elon Musk: Tesla, SpaceX és a fantasztikus jövő feltalálása (Elon Musk: Tesla, SpaceX, and the Quest for a Fantastic Future). Ford. Weisz Böbe, Dufka Hajnalka. Budapest: HVG Könyvek. 2015.   ISBN 9789633043004